# Indravarman II
Indravarman II (fl. XIII secolo) fu un sovrano dell'Impero Khmer, figlio di Jayavarman VII.
Ci sono delle dispute riguardo alla collocazione temporale del suo regno e ben poche notizie al riguardo, anche perché probabilmente il suo successore, Jayavarman VIII, cancellò dei riferimenti. La sola iscrizione che lo menziona direttamente cita l'anno 1243 d.C. come data della sua morte. Professò il buddismo, come il padre.
Si ignora che ruolo possa aver giocato di preciso nel vastissimo piano di costruzione di edifici di Jayavarman VII, alcuni studiosi gli attribuiscono allargamenti (o completamenti) di diversi templi fondati da Jayavarman VII. Durante il suo pacifico regno, i Khmer persero il controllo del Regno Champa e il Regno di Sukhothai, appena sorto, prese possesso di alcuni territori della frontiera occidentale. David P. Chandler in un influente articolo ipotizzò che Indravarman II potesse essere stato il Re Lebbroso citato nelle leggende Khmer.